# 2001年の映画
2001年の映画（2001ねんのえいが）では、2001年（平成13年）の映画分野の動向についてまとめる。
2000年の映画 - 2001年の映画 - 2002年の映画

## できごと

### 世界
- 1月 - 仏リュック・ベッソン監督、ピエランジュ・ル・ポギャムがヨーロッパ・コープ設立[1]。
- 1月1日 - 米連邦通信委員会が、インターネットサービス世界最大手アメリカオンライン (AOL)とタイム・ワーナーの合併承認[1]。
- 2月13日 - 第51回ベルリン国際映画祭で熊井啓監督がベルリナーレ・カメラ賞(功労賞)受賞[1]。
- 8月8日 - トム・クルーズとニコール・キッドマンのカップルが離婚[2]。
- 9月3日 - 第25回モントリオール世界映画祭で市川崑監督が功労賞受賞[1]。
- 9月11日 - アメリカ同時多発テロ事件が発生[3]。
- 9月24日 - 全米劇場経営者協会、米同時多発テロ事件の犠牲者らの支援目的で、この日の興行収入を米赤十字社に全額寄付[1]。
- 10月16日 - インドネシアの首都ジャカルタで開催の第46回アジア太平洋映画祭に、米同時多発テロ事件と同地の治安を考慮して、日本代表団は不参加、作品のみ上映[1]。
- 11月9日 - ハリウッドに、米アカデミー賞授賞式会場として有名なコダックシアター完成[4][注 1]。
- 12月21日 - 宮崎駿監督が仏国家功労勲章、パリ市勲章受章[4]。

### 日本
- 1月
  - 1月28日 - 大映社長に松下武義就任[1]。
- 2月
  - 2月24日 - 『キャスト・アウェイ』（ロバート・ゼメキス監督）からUIP配給作品は、東宝洋画系劇場で優先上映[1]。
  - 2月28日 - 東京地裁、日活の更生計画終結を認可[1]。
- 3月
  - 3月14日 - 光ファイバー使用による『千と千尋の神隠し』の梅田スカラ座での映画配信実験、新聞発表[1]。従来のフィルム上映に代わり、映画を「デジタルコンテンツ⇒光ファイバー⇒DLPシネマプロジェクター」の流れで劇場に配信・上映する新しい形態を試行[1]。
  - 3月17日 - 女優・新珠三千代死去[1]。
  - 3月31日 - 大阪市にテーマパークのユニバーサル・スタジオ・ジャパンがオープン[5]。
- 4月
  - 4月14日 - 監督・勅使河原宏死去[1]。
  - 4月20日 - 映画・テレビドラマ等の都内での円滑なロケ撮影をサポートする「東京ロケーションボックス」が都庁内に開設される[6]。以後、各地にフィルム・コミッションが設置される[1]。外国映画の利用第1号はリュック・ベッソン監督の『WASABI』[7]。
- 5月
  - 5月17日 - 福岡県警、無許可でDVDビデオを営業目的で上映した業者を著作権（上映権）侵害容疑で強制捜査[1]。国内初のDVDビデオ関連の刑事事件[1]。
  - 5月23日 - 松竹、再建3カ年計画達成、引き続き「中期経営計画」を策定[1]。
- 6月
  - 東宝映像事業部、TOHOインターネットショップ開店[1]。
  - 6月21日 - 経産省、アニメーション産業研究会を発足、第1回会合を開催[1]。
  - 6月26日 - 映倫は再審要求が出ていたフランス映画『ロマンスX』（カトリーヌ・ブレイヤ監督）を配給するプレノンアッシュに対し、改めて性行為や出産シーンに修正を加えることを要求[8]。
- 7月
  - 7月20日 - 『千と千尋の神隠し』（宮崎駿監督）が全国336館で封切られ[7]、日本映画界のすべての記録を塗りかえる驚異的大ヒット[1][9]。オープニングの週末成績は『もののけ姫』（1997年公開）の184％[7]。
- 8月
  - 8月8日 - 全国フィルムコミッション連絡協議会設立[1][10]。
  - 8月13日 - 『千と千尋の神隠し』、公開25日目で興収100億円突破[4]。8月19日、公開31日目で観客動員数1000万人突破[4]。
  - 8月21日 - 西友、キネマ旬報社を傘下におさめる関係会社SSコミュニケーションズの株式を角川書店に売却[1]。
- 9月
  - 9月9日 - 相米慎二監督（53歳）が肺がんのため死去、遺作は1月公開の『風花』[11][12]。
  - 9月11日 - アメリカ同時多発テロ事件が発生[3]。
    - 事件を連想させる内容のため公開が延期されたり（『ビッグ・トラブル』・『ブラックホーク・ダウン』）、ニューヨークで撮影中だったため日米で公開延期（『ギャング・オブ・ニューヨーク』）、世界貿易センタービルが見えるシーンがカットされたり（『ズーランダー』など）、撮影が延期され内容の見直しが行われた映画もあった[3][13]。
    - ハリウッド映画人の来日中止が相次ぐ[13]。
    - 米国の空港閉鎖のため、『トゥームレイダー』の宣伝で初来日したアンジェリーナ・ジョリーが日本に足止めになる[14]。

  - 9月13日 - WB、「9.11米同時多発テロ事件」の被害者および遺族への哀悼の意を表し、10月に日米同時公開予定の『コラテラル・ダメージ』の公開延期を決定[1]。
  - 9月16日 - 『千と千尋の神隠し』、公開59日目で興収200億円突破[4]。9月27日、劇場観客動員数で『タイタニック』（1997年公開）の記録を塗り替え、公開69日目の26日時点で1687万8955人と日本新記録を達成、記者発表[4]。10月27日、公開100日目で興収250億円突破[4]。
  - 9月17日 - 米同時多発テロ事件の影響で、『ワイルド・スピード』（ロブ・コーエン監督）の主演俳優の来日中止[1]。
  - 9月21日 - 『太陽を盗んだ男』（長谷川和彦監督、1979年）のDVDが発売される[13]。
  - 9月22日 - 大阪・三番街シネマ2、リニューアルオープン[4]。
  - 9月26日 - マイカルが民事再生法の適用申請したことについて、ワーナー・マイカル・シネマズが自社の業務継続に何の支障もないと声明発表[13]。
- 10月
  - 10月1日 - 三鷹市にスタジオジブリの「三鷹の森ジブリ美術館」がオープン[13]。
  - 10月2日 - ゲーム大手・スクウェア、映画事業から撤退の方針を発表[1]。
  - 10月5日 - 東宝映像事業部、『ハンニバル』（リドリー・スコット監督）のビデオカセットレンタル開始[4]。東宝ビデオ歴代最高本数を記録[4]。
  - 10月12日 - 映画製作者・俊藤浩滋死去[1]。
  - 10月15日 - WM直営シネコン限定全国共通映画鑑賞券、コンビニエンスストアで発売開始[1]。
  - 10月18日 - 宮崎駿監督が菊池寛賞受賞[1]。
  - 10月27日 - 第14回東京国際映画祭開催(11月3日まで)。11月4日、ウォルト・ディズニー生誕100周年記念、映画祭協賛企画「ディズニー映画祭」開催[1]。
- 11月
  - 11月1日 - 東宝関西支社興行部、大阪梅田地区8劇場を対象とした、インターネットの映画総合サービスサイト「映画の花道」を開設[4]。
  - 11月7日 - 『千と千尋の神隠し』、公開111日目で観客動員数2000万人突破[4]。11月11日、公開115日目の時点で『タイタニック』の興収記録を超え262億1014万円に到達、11月13日、日本新記録達成および海外配給の記者発表[4]。
  - 11月9日 - 東宝映像事業部、『ハンニバル』から東宝ビデオ作品のDVDレンタル開始[4]。
- 12月
  - 12月1日
    - 全国645館で『ハリー・ポッターと賢者の石』が封切られ、『A.I.』（6月公開）の週末2日間の観客動員記録と『スター・ウォーズ エピソード1/ファントム・メナス』（1999年公開）の週末2日間の興行収入記録を抜いて新記録を達成[15][16]。興行収入203億円は国内洋画歴代2位の大ヒット[4]。以後、映画化されたシリーズ全作品が高稼動[4]。
    - 東京・新宿スカラ座、新宿東宝ビレッジ 1･2が「新宿スカラ座1･2･3」と改称[4]。

  - 12月5日 - 米ウォルト・ディズニー生誕100周年[4]。
  - 12月15日
    - 東京有楽町・シャンテ シネ、劇場名を4階・2階・地下1階の順に、従来のシャンテシネ2・1・3から1・2・3に変更[4]。
    - 東映東京撮影所の敷地の一部を再開発した商業ビル「オズスタジオシティ」竣工[4]。T・ジョイ大泉開場[4]。

  - 12月22日
    - 日本公開を予定していた『ギャング・オブ・ニューヨーク』（マーティン・スコセッシ監督）が米同時多発テロ事件の影響で完成が遅れ、公開延期[4]。
    - 東京八王子・ヴァージン・シネマズ南大沢開場[17][4][注 2]。

## 周年
- 創業10周年
  - ワーナー・マイカル・シネマズ - 入場料金を1,000円とする「CINEMA EXPO10」を3月24日から開催[5]。

## 日本の映画興行
- 入場料金（大人）
  - 1,800円[18] - 一般入場料金は10年間据え置かれている[19]。
  - 映画館・映画別
    - 1,000円（ワーナー・マイカル・シネマズ、『ブレアウィッチ2』）[5]

  - 1,800円（統計局『小売物価統計調査（動向編） 調査結果』[20] 銘柄符号 9341「映画観覧料」）[21]
- 入場者数 1億6328万人[22]
- 興行収入 2001億5400万円[22]

| 配給会社 | 配給本数 | 年間興行収入  | 概要 |
| 配給会社 | 配給本数 | 前年対比      | 概要 |
| -------- | -------- | ------------- | --- |
| 松竹     | 13       | 92億6635万円  | アスミック・エースと共同配給した洋画『ダンサー・イン・ザ・ダーク』が24億円で興行収入トップとなる。興行的に難しいアート系映画である『ダンサー・イン・ザ・ダーク』をヒットさせた宣伝センスが高評価。邦画には特筆すべき作品はなかった。 |
| 松竹     | 13       | 120.3%        | アスミック・エースと共同配給した洋画『ダンサー・イン・ザ・ダーク』が24億円で興行収入トップとなる。興行的に難しいアート系映画である『ダンサー・イン・ザ・ダーク』をヒットさせた宣伝センスが高評価。邦画には特筆すべき作品はなかった。 |
| 東宝     | 24       | 548億5756万円 | 興行収入300億円を越えた『千と千尋の神隠し』が日本新記録を樹立。東宝の年間興行収入の54.6％に該当。『ポケモン』・『ドラえもん』・『コナン』などのアニメも高稼働、実写もアニメに引っ張られるようにヒット。                              |
| 東宝     | 24       | 214.8%        | 興行収入300億円を越えた『千と千尋の神隠し』が日本新記録を樹立。東宝の年間興行収入の54.6％に該当。『ポケモン』・『ドラえもん』・『コナン』などのアニメも高稼働、実写もアニメに引っ張られるようにヒット。                              |
| 東映     | 26       | 125億3610万円 | 正月映画の『バトル・ロワイアル』と一部追加撮影した『バトル・ロワイアル 特別編』が合計31.1億円のヒット。ワンピース人気で「2001年春東映アニメフェア」は30億円。                                                                        |
| 東映     | 26       | 114.1%        | 正月映画の『バトル・ロワイアル』と一部追加撮影した『バトル・ロワイアル 特別編』が合計31.1億円のヒット。ワンピース人気で「2001年春東映アニメフェア」は30億円。                                                                        |

出典:「2001年度 日本映画・外国映画 業界総決算 経営/製作/配給/興行のすべて」『キネマ旬報』2002年（平成14年）2月下旬号、キネマ旬報社、2002年、137 - 147頁。

## 各国ランキング

### 日本興行収入ランキング
| 順位 | 題名                                                                            | 製作国                            | 配給                  | 興行収入  |
| ---- | ------------------------------------------------------------------------------- | --------------------------------- | --------------------- | --------- |
| 1    | 千と千尋の神隠し                                                                | 日本の旗                          | 東宝                  | 308.0億円 |
| 2    | A.I.                                                                            | アメリカ合衆国の旗                | ワーナー・ブラザース  | 096.6億円 |
| 3    | パール・ハーバー                                                                | アメリカ合衆国の旗                | ブエナ・ビスタ        | 068.8億円 |
| 4    | ジュラシック・パークIII                                                         | アメリカ合衆国の旗                | UIP                   | 051.3億円 |
| 5    | ダイナソー                                                                      | アメリカ合衆国の旗                | ブエナ・ビスタ        | 049.0億円 |
| 6    | ハンニバル                                                                      | アメリカ合衆国の旗 · イギリスの旗 | ギャガ/ヒューマックス | 046.0億円 |
| 7    | PLANET OF THE APES/猿の惑星                                                     | アメリカ合衆国の旗                | 20世紀フォックス      | 045.0億円 |
| 8    | バーティカル・リミット                                                          | アメリカ合衆国の旗                | ソニー                | 039.0億円 |
| 8    | 劇場版ポケットモンスター セレビィ 時を超えた遭遇 ピカチュウのドキドキかくれんぼ | 日本の旗                          | 東宝                  | 039.0億円 |
| 10   | ハムナプトラ2/黄金のピラミッド                                                  | アメリカ合衆国の旗                | UIP                   | 037.0億円 |

出典:2001年興行収入10億円以上番組 (PDF)  - 日本映画製作者連盟

### 全世界興行収入ランキング
| 順位 | 題名                           | スタジオ              | 興行収入     |
| ---- | ------------------------------ | --------------------- | ------------ |
| 1    | ハリー・ポッターと賢者の石     | ワーナー・ブラザース  | $974,755,371 |
| 2    | ロード・オブ・ザ・リング       | ニューライン          | $870,761,744 |
| 3    | モンスターズ・インク           | ディズニー / ピクサー | $525,366,597 |
| 4    | シュレック                     | ドリームワークス      | $484,409,218 |
| 5    | オーシャンズ11                 | ワーナー・ブラザース  | $450,717,150 |
| 6    | パール・ハーバー               | タッチストーン        | $449,220,945 |
| 7    | ハムナプトラ2/黄金のピラミッド | ユニバーサル          | $433,013,274 |
| 8    | ジュラシック・パークIII        | ユニバーサル          | $368,780,809 |
| 9    | PLANET OF THE APES/猿の惑星    | 20世紀FOX             | $362,211,740 |
| 10   | ハンニバル                     | MGM / ユニバーサル    | $351,692,268 |

出典：“2001 Worldwide Box Office Results”.  Box Office Mojo. 2015年12月26日閲覧。

### 北米興行収入ランキング
| 順位 | 題名                           | スタジオ              | 興行収入     |
| ---- | ------------------------------ | --------------------- | ------------ |
| 1    | ハリー・ポッターと賢者の石     | ワーナー・ブラザース  | $317,575,550 |
| 2    | ロード・オブ・ザ・リング       | ニューライン          | $313,364,114 |
| 3    | シュレック                     | ドリームワークス      | $267,665,011 |
| 4    | モンスターズ・インク           | ディズニー / ピクサー | $255,873,250 |
| 5    | ラッシュアワー2                | ニューライン          | $226,164,286 |
| 6    | ハムナプトラ2/黄金のピラミッド | ユニバーサル          | $202,019,785 |
| 7    | パール・ハーバー               | タッチストーン        | $198,542,554 |
| 8    | オーシャンズ11                 | ワーナー・ブラザース  | $183,417,150 |
| 9    | ジュラシック・パークIII        | ユニバーサル          | $181,171,875 |
| 10   | PLANET OF THE APES/猿の惑星    | 20世紀FOX             | $180,011,740 |

出典:“2001 Domestic Yearly Box Office Results”.  Box Office Mojo. 2016年1月12日閲覧。

### イギリス興行収入ランキング
1. ハリー・ポッターと賢者の石
2. ロード・オブ・ザ・リング
3. ブリジット・ジョーンズの日記
4. シュレック
5. キャッツ & ドッグス
6. ハンニバル
7. ハムナプトラ2/黄金のピラミッド
8. ムーラン・ルージュ
9. ジュラシック・パークIII
10. アメリカン・サマー・ストーリー

※2001年末時点で『ハリー・ポッターと賢者の石』と『ロード・オブ・ザ・リング』は上映中。
出典:“Top 20 films in UK cinemas”.   Film Distributors' Association. 2016年1月15日閲覧。

### オーストラリア興行収入ランキング
1. ロード・オブ・ザ・リング
2. ハリー・ポッターと賢者の石
3. シュレック
4. ムーラン・ルージュ
5. モンスターズ・インク
6. ハート・オブ・ウーマン
7. キャスト・アウェイ
8. ブリジット・ジョーンズの日記
9. デンジャラス・ビューティー
10. パール・ハーバー

出典:“2001 Australia Yearly Box Office Results”.  Box Office Mojo. 2016年1月12日閲覧。

### フランス観客動員数ランキング
1. ハリー・ポッターと賢者の石
2. アメリ
3. La Vérité si je mens ! 2（フランス語版）
4. ロード・オブ・ザ・リング
5. メルシィ!人生
6. ジェヴォーダンの獣
7. Tanguy（フランス語版）
8. アトランティス 失われた帝国
9. シュレック
10. PLANET OF THE APES/猿の惑星

出典:“Box-office France 2001”.   Avoir-alire. 2016年1月14日閲覧。

### ドイツ興行収入ランキング
1. ロード・オブ・ザ・リング
2. ハリー・ポッターと賢者の石
3. マニトの靴（ドイツ語版）
4. ハート・オブ・ウーマン
5. アメリカン・サマー・ストーリー
6. キャスト・アウェイ
7. パール・ハーバー
8. ブリジット・ジョーンズの日記
9. ハムナプトラ2/黄金のピラミッド
10. ハンニバル

出典:“2001 Germany Yearly Box Office Results”.  Box Office Mojo. 2016年1月14日閲覧。

## 受賞
- 第74回アカデミー賞
  - 作品賞 - 『ビューティフル・マインド』
  - 監督賞 - ロン・ハワード（『ビューティフル・マインド』）
  - 主演男優賞 - デンゼル・ワシントン（『トレーニング デイ』）
  - 主演女優賞 - ハリー・ベリー（『チョコレート』）

- 第59回ゴールデングローブ賞
  - 作品賞 (ドラマ部門) - 『ビューティフル・マインド』
  - 主演女優賞 (ドラマ部門) - シシー・スペイセク（『イン・ザ・ベッドルーム』）
  - 主演男優賞 (ドラマ部門) - ラッセル・クロウ（『ビューティフル・マインド』）
  - 作品賞 (ミュージカル・コメディ部門) - 『ムーラン・ルージュ』
  - 主演女優賞 (ミュージカル・コメディ部門) - ニコール・キッドマン（『ムーラン・ルージュ』）
  - 主演男優賞 (ミュージカル・コメディ部門) - ジーン・ハックマン（『ザ・ロイヤル・テネンバウムズ』）
  - 監督賞 - ロバート・アルトマン（『ゴスフォード・パーク』）

- 第67回ニューヨーク映画批評家協会賞 - 『マルホランド・ドライブ』

- 第54回カンヌ国際映画祭
  - パルム・ドール - 『息子の部屋』（ナンニ・モレッティ）
  - 監督賞 - ジョエル・コーエン（『バーバー』）、デヴィッド・リンチ（『マルホランド・ドライブ』）
  - 男優賞 - ブノワ・マジメル（『ピアニスト』）
  - 女優賞 - イザベル・ユペール（『ピアニスト』）

- 第58回ヴェネツィア国際映画祭
  - 金獅子賞 - 『モンスーン・ウェディング』（ミーラー・ナーイル）
  - 監督賞 - ババク・パヤミ (『1票のラブレター』)
  - 男優賞 - ルイジ・ロ・カーショ (『ぼくの瞳の光』)
  - 女優賞 - サンドラ・チェッカレッリ (『ぼくの瞳の光』)

- 第51回ベルリン国際映画祭
  - 金熊賞 - 『インティマシー 親密』（パトリス・シェロー）
  - 銀熊賞(監督賞) - リン・チェンシン (『愛你愛我』)
  - 銀熊賞(男優賞) - ベニチオ・デル・トロ (『トラフィック』)
  - 銀熊賞(女優賞) - ケリー・フォックス (『インティマシー 親密』)
  - 審査委員賞 - 『幸せになるためのイタリア語講座』

- 第25回日本アカデミー賞
  - 最優秀作品賞 - 『千と千尋の神隠し』（宮崎駿）
  - 最優秀主演男優賞 - 窪塚洋介（『GO』）
  - 最優秀主演女優賞 - 岸惠子（『かあちゃん』）

- 第44回ブルーリボン賞
  - 作品賞 - 『千と千尋の神隠し』
  - 主演男優賞 - 野村萬斎（『陰陽師』）
  - 主演女優賞 - 天海祐希（『狗神』『連弾』『千年の恋 ひかる源氏物語』）
  - 監督賞 - 行定勲（『GO』）

- 第75回キネマ旬報ベスト・テン
  - 外国映画第1位 - 『トラフィック』
  - 日本映画第1位 -  『GO』

- 第56回毎日映画コンクール
  - 日本映画大賞 - 『千と千尋の神隠し』

## 死去
| 日付 | 日付 | 名前                       | 国籍                 | 年齢 | 職業                                   |
| 1月  | 1日  | レイ・ウォルストン         | アメリカ合衆国の旗   | 86   | 俳優                                   |
| 1月  | 7日  | 佐藤亮一                   | 日本の旗             | 77   | 新潮社名誉会長                         |
| 1月  | 29日 | ジャン＝ピエール・オーモン | フランスの旗         | 90   | 俳優                                   |
| 2月  | 7日  | 佐治乾                     | 日本の旗             | 72   | 脚本家                                 |
| 2月  | 14日 | 並木鏡太郎                 | 日本の旗             | 98   | 映画監督                               |
| 2月  | 19日 | スタンリー・クレイマー     | アメリカ合衆国の旗   | 87   | 映画監督・プロデューサー               |
| 2月  | 23日 | ロベール・アンリコ         | フランスの旗         | 87   | 映画監督                               |
| 2月  | 27日 | ラルフ・D・ボード          | アメリカ合衆国の旗   | 59   | 撮影監督                               |
| 3月  | 7日  | 花沢徳衛                   | 日本の旗             | 89   | 俳優                                   |
| 3月  | 13日 | ジョン・A・アロンゾ        | アメリカ合衆国の旗   | 66   | 撮影監督                               |
| 3月  | 15日 | アン・サザーン             | アメリカ合衆国の旗   | 74   | 女優                                   |
| 3月  | 17日 | 新珠三千代                 | 日本の旗             | 71   | 女優                                   |
| 3月  | 22日 | ウィリアム・ハンナ         | アメリカ合衆国の旗   | 90   | アニメ制作者                           |
| 3月  | 25日 | ラリー・ランズバーグ       | アメリカ合衆国の旗   | 89   | 映画監督                               |
| 4月  | 7日  | ベアトリス・ストレイト     | アメリカ合衆国の旗   | 86   | 女優                                   |
| 4月  | 7日  | 津田幸於                   | 日本の旗             | 81   | 映画評論家、脚本家                     |
| 4月  | 14日 | 勅使河原宏                 | 日本の旗             | 74   | 映画監督                               |
| 4月  | 16日 | 小島三児                   | 日本の旗             | 62   | コメディアン・俳優                     |
| 4月  | 16日 | マイケル・リッチー         | アメリカ合衆国の旗   | 62   | 映画監督                               |
| 4月  | 28日 | ケン・ヒューズ             | イギリスの旗         | 79   | 映画監督・脚本家                       |
| 5月  | 15日 | サッシャ・ヴィエルニ       | フランスの旗         | 81   | 撮影監督                               |
| 5月  | 17日 | 團伊玖磨                   | 日本の旗             | 77   | 作曲家・指揮者                         |
| 5月  | 28日 | 渡会伸                     | 日本の旗             | 82   | 録音技師                               |
| 6月  | 3日  | アンソニー・クイン         | アメリカ合衆国の旗   | 86   | 俳優                                   |
| 6月  | 6日  | シュザンヌ・シフマン       | フランスの旗         | 86   | 脚本家                                 |
| 6月  | 15日 | アンリ・アルカン           | フランスの旗         | 92   | 撮影監督                               |
| 6月  | 17日 | 金井大                     | 日本の旗             | 74   | 俳優・声優                             |
| 6月  | 21日 | キャロル・オコナー         | アメリカ合衆国の旗   | 76   | 俳優・プロデューサー                   |
| 6月  | 27日 | ジャック・レモン           | アメリカ合衆国の旗   | 76   | 俳優                                   |
| 7月  | 24日 | 円谷浩                     | 日本の旗             | 37   | 俳優                                   |
| 7月  | 28日 | 山田風太郎                 | 日本の旗             | 79   | 作家                                   |
| 8月  | 19日 | ドナルド・ウッズ           | 南アフリカ共和国の旗 | 67   | ジャーナリスト                         |
| 8月  | 20日 | 毛利菊枝                   | 日本の旗             | 97   | 女優                                   |
| 8月  | 23日 | キャスリーン・フリーマン   | アメリカ合衆国の旗   | 78   | 女優                                   |
| 8月  | 24日 | ジェーン・グリア           | アメリカ合衆国の旗   | 76   | 女優                                   |
| 8月  | 25日 | フィリップ・レオタール     | フランスの旗         | 60   | 俳優・歌手                             |
| 8月  | 25日 | アリーヤ                   | アメリカ合衆国の旗   | 22   | 歌手・女優                             |
| 9月  | 2日  | トロイ・ドナヒュー         | アメリカ合衆国の旗   | 65   | 俳優                                   |
| 9月  | 3日  | ポーリン・ケイル           | アメリカ合衆国の旗   | 82   | 映画評論家                             |
| 9月  | 9日  | 相米慎二                   | 日本の旗             | 53   | 映画監督                               |
| 9月  | 12日 | ヴィクター・ウォン         | アメリカ合衆国の旗   | 74   | 俳優                                   |
| 9月  | 13日 | ドロシー・マクガイア       | アメリカ合衆国の旗   | 74   | 女優                                   |
| 9月  | 16日 | サミュエル・Z・アーコフ    | アメリカ合衆国の旗   | 83   | 映画プロデューサー                     |
| 10月 | 1日  | 古今亭志ん朝               | 日本の旗             | 63   | 落語家                                 |
| 10月 | 9日  | ハーバート・ロス           | アメリカ合衆国の旗   | 74   | 映画監督                               |
| 10月 | 12日 | 俊藤浩滋                   | 日本の旗             | 84   | 映画プロデューサー                     |
| 10月 | 24日 | 菅原加織                   | 日本の旗             | 31   | 俳優                                   |
| 10月 | 28日 | グリゴーリ・チュフライ     | ウクライナの旗       | 80   | 映画監督                               |
| 10月 | 29日 | 伊賀山正光                 | 日本の旗             | 96   | 映画監督                               |
| 11月 | 4日  | ドミニク・シャピュイ       | フランスの旗         | 53   | 撮影監督                               |
| 11月 | 6日  | アンソニー・シェーファー   | イギリスの旗         | 75   | 脚本家                                 |
| 11月 | 7日  | 左幸子                     | 日本の旗             | 71   | 女優                                   |
| 11月 | 8日  | 横山隆一                   | 日本の旗             | 92   | 漫画家                                 |
| 11月 | 14日 | 永原秀一                   | 日本の旗             | 61   | 脚本家                                 |
| 11月 | 15日 | 小林悟                     | 日本の旗             | 71   | 映画監督                               |
| 11月 | 17日 | 南博                       | 日本の旗             | 87   | 社会心理学者・キネマ旬報ベストテン選者 |
| 11月 | 29日 | 伊藤武郎                   | 日本の旗             | 91   | 映画プロデューサー                     |
| 11月 | 29日 | ジョン・ミッチャム         | アメリカ合衆国の旗   | 82   | 俳優                                   |
| 11月 | 29日 | ジョージ・ハリスン         | イギリスの旗         | 58   | ミュージシャン・プロデューサー         |
| 12月 | 10日 | 江戸家猫八 (3代目)         | 日本の旗             | 80   | 動物ものまね芸・俳優                   |
| 12月 | 13日 | 小栗一也                   | 日本の旗             | 78   | 俳優                                   |
| 12月 | 20日 | 南原宏治                   | 日本の旗             | 74   | 俳優                                   |
| 12月 | 22日 | ジャック・マイヨール       | フランスの旗         | 74   | 潜水家                                 |
| 12月 | 31日 | 旭輝子                     | 日本の旗             | 77   | 女優                                   |

主な出典:「2001年 映画界物故人」『キネマ旬報』2002年（平成14年）2月下旬号、キネマ旬報社、2002年、188 - 189頁。